# Hafnersee
Hafnersee är en sjö i Österrike.   Den ligger i förbundslandet Kärnten, i den sydöstra delen av landet, 250 km sydväst om huvudstaden Wien. Hafnersee ligger 593 meter över havet.
I omgivningarna runt Hafnersee växer i huvudsak blandskog. Runt Hafnersee är det ganska tätbefolkat, med 75 invånare per kvadratkilometer.